# 中野区立桃園第三小学校
中野区立桃園第三小学校（なかのくりつ ももぞのだいさんしょうがっこう）は、東京都中野区中央5丁目にあった公立小学校。2008年（平成20年）3月をもって閉校し、桃丘小学校、仲町小学校とともに現在跡地に新設の桃花小学校として統合した。

## 沿革
- 1922年（大正11年）10月15日 - 桃園尋常高等小学校、桃園第二尋常小学校から分離し東京府豊多摩郡中野町立桃園第三尋常小学校として開校
- 1932年（昭和7年）10月 - 東京市に編入し東京市桃園第三尋常小学校と改称
- 1941年（昭和16年）4月1日 - 東京市桃園第三国民学校と改称
- 1943年（昭和18年）7月 - 東京都桃園第三国民学校と改称
- 1947年（昭和22年）4月 - 中野区立桃園第三小学校と改称
- 1950年（昭和25年）9月3日 - 放火の疑いがある火災で木造二階建ての旧校舎250坪が焼失[1]。
- 1956年（昭和31年）4月1日 - 中野区立桃園第三小学校分校設置
- 1957年（昭和32年）4月1日 - 分校を中野区立桃丘小学校として分離
- 2008年（平成20年）3月25日 - 平成19年度終了式。この日をもって閉校

## 交通
最寄り駅
- 中央本線・中央・総武緩行線・東京メトロ東西線 中野駅南口 - 徒歩約7分

## 著名な出身者
- 津島雄二（政治家）
- 三田佳子（女優）
- 赤川次郎（小説家）
- 中川翔子（タレント）
- 若林晃弘（プロ野球選手）